# Coupe d'Europe de football ConIFA

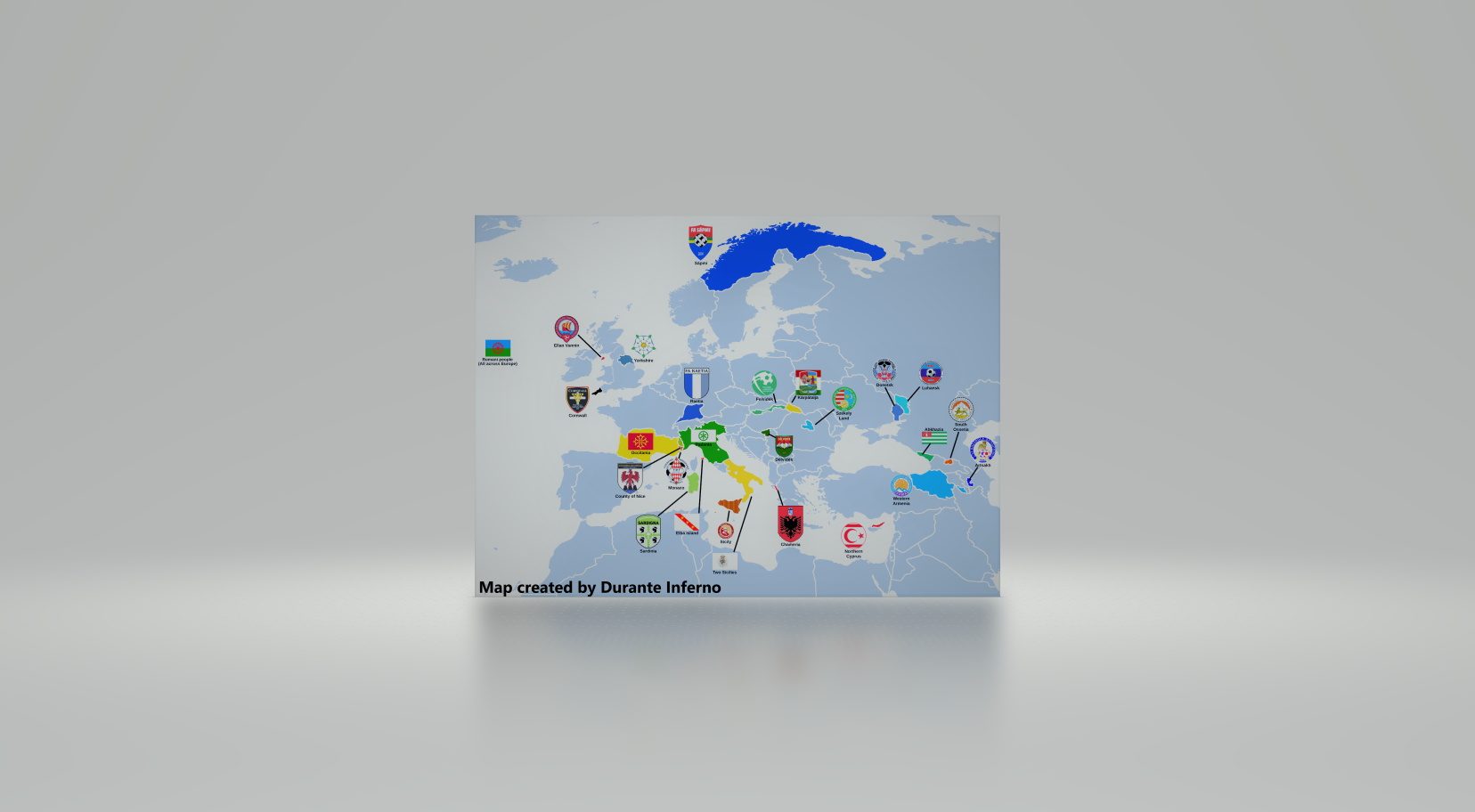
La zone Europe ConIFA est composée de 26 membres.

La Coupe d'Europe de football ConIFA est une compétition internationale créée et organisée par la ConIFA, une organisation qui regroupe certains États, minorités, régions ou nations non affiliées à la FIFA désirant participer à des compétitions internationales. Elle est créée en 2015.
Sur le plan sportif, cette compétition est considérée comme la deuxième plus importante compétition de football au sein de la ConIFA, après la Coupe du monde de football ConIFA.
La 3e édition a eu lieu du 1er juin au 9 juin 2019 au Haut-Karabagh, et a vu l'Ossétie du Sud s'imposer.

## Histoire

### Coupe d'Europe de football Conifa 2015
La première édition a lieu à Debrecen en Hongrie du 17 juin au 21 juin 2015. Elle était initialement prévu pour être accueilli sur l'Île de Man,,. Une édition qui est disputée par six équipes : Comté de Nice, Haute-Hongrie, Île de Man, Padanie, Pays sicule et les Roms. La Padanie remporte la première Coupe d'Europe de football ConIFA face au Comté de Nice, 4 à 1,,,,.

### Coupe d'Europe de football Conifa 2017
La seconde édition a lieu à Nicosie, Morphou, Famagouste et Kyrenia à Chypre du Nord du 4 juin au 11 juin 2017,,. Cette nouvelle édition est disputée par huit équipes : l'Abkhazie, Chypre du Nord, Île de Man, la Haute-Hongrie, l'Ossétie du Sud, la Padanie, le Pays sicule et la Ruthénie subcarpathique. La Padanie remporte sa seconde Coupe d'Europe de football ConIFA face à Chypre du Nord, aux tirs au but, 1-1(t.a.b : 4 - 2),,,,,,.

### Livre Guinness des records
Le 19 novembre 2018, la ConIFA annonce son apparition dans le Livre Guinness des records 2019, la Padanie étant l'unique sélection ayant remporté à deux reprises la Coupe d'Europe de football Conifa en 2015 et 2017,.

### Coupe d'Europe de football Conifa 2019
La troisième édition a lieu dans les villes de Stepanakert, Askeran, Martakert et Martouni au Haut-Karabagh du 1er juin au 9 juin 2019,,,. Cette troisième édition aurait dû être disputée par douze équipe, mais finalement remis à huit équipes : l'Abkhazie, l'Arménie occidentale, Chameria, le Haut-Karabagh, la Laponie, l'Ossétie du Sud, la Padanie et le Pays sicule. L'Ossétie du sud remporte son premier tournoi, en battant en finale l'Arménie occidentale, 1 à 0, but victorieux, inscrit à la 65e par Ibragim Bazaev,,,.

### Coupe d'Europe de football Conifa 2021
La quatrième édition a lieu à Nice en France du 9 juin au 19 juin 2021. Pour la première fois 12 équipes s'affronteront : le Comté de Nice, l'Abkhazie, l'Arménie occidentale, Chamerie, Chypre du Nord, Cornouailles, le Haut-Karabagh, la Laponie, l'Ossétie du Sud, la Padanie, le Pays sicule et la Sardaigne. 3 équipes remplaceront en cas de désistement : les Deux-Siciles, la Ruthénie subcarpathique et les Roms. Le président de la zone européenne de la ConIFA, Albert Rischio, a déclaré: "Nous avons travaillé en étroite collaboration avec le comité local de Nice mois par mois depuis que la ConIFA a pris sa décision sur un hôte en août. Avec la pandémie de Covid-19, la compétition est devenue comme un jeu de Tetris et nous travaillons sur des précautions pour assurer la sécurité de tout le monde". "Toutes les équipes devront passer un test de covid-19 avant de s'envoler pour Nice. Après avoir atterri, ils passeront un autre test de l'organisation locale pour vérifier leur état de santé". La ConIFA décide de reporter d'un an le tournoi, du 3 juin au 12 juin 2022,. La ConIFA apprend que la Coupe d’Europe de la ConIFA 2021 est compromise. Dans un communiqué, "par un membre du comité d'organisation, en référence au préfet des Alpes-Maritimes, que le département de Nice FA et la municipalité de Nice se retireront de l'organisation du tournoi". Malgré un engagement écrit du maire de Nice, Christian Estrosi, et de multiples lettres et démarches, la fédération hôte et la municipalité ne répondent pas. La Selecioun plaide des problèmes sécuritaires et des répercussions liés à la guerre en Ukraine pendant le tournoi à Nice, que les organisateurs ne peuvent contrôler. Cependant à trois semaines de la compétition européenne de la ConIFA, le tournoi pourrait être annulé ou déplacé dans un autre pays,,,,. Le tournoi est finalement annulé.

### Coupe d'Europe de football Conifa 2023
La quatrième édition revient pour la seconde fois à Chypre du Nord du 3 juin au 13 juin 2023, la compétition accueillera 12 équipes,.

## Palmarès
| Édition | Année | Lieu           | Organisateur   | Finale                                                          | Finale                                                          | Finale                                                          | Match pour la 3e place                                          | Match pour la 3e place                                          | Match pour la 3e place                                          | Participants                                                    | Rapport                                                         |                                                                 |
| Édition | Année | Lieu           | Organisateur   | Vainqueur                                                       | Score                                                           | Finaliste                                                       | 3e place                                                        | Score                                                           | 4e place                                                        | Participants                                                    | Rapport                                                         |                                                                 |
| ------- | ----- | -------------- | -------------- | --------------------------------------------------------------- | --------------------------------------------------------------- | --------------------------------------------------------------- | --------------------------------------------------------------- | --------------------------------------------------------------- | --------------------------------------------------------------- | --------------------------------------------------------------- | --------------------------------------------------------------- | --------------------------------------------------------------- |
| 1re     | 2015  | Hongrie        | Pays sicule    | Padanie                                                         | 4-1                                                             | Comté de Nice                                                   | Île de Man                                                      | 1-1 (t.a.b : 5 - 3)                                             | Haute-Hongrie                                                   | 6                                                               | (Rapport)                                                       |                                                                 |
| 2e      | 2017  | Chypre du Nord | Chypre du Nord | Padanie (2)                                                     | 1-1 (t.a.b : 4 - 2)                                             | Chypre du Nord                                                  | Pays sicule                                                     | 3-1                                                             | Abkhazie                                                        | 8                                                               | (Rapport)                                                       |                                                                 |
| 3e      | 2019  | Haut-Karabagh  | Haut-Karabagh  | Ossétie du sud                                                  | 1-0                                                             | Arménie occidentale                                             | Abkhazie                                                        | 0-0 (t.a.b : 5 - 4)                                             | Chamerie                                                        | 8                                                               | (Rapport)                                                       |                                                                 |
| -       | 2021  | France         | Comté de Nice  | Tournoi annulé en raison de la pandémie de Covid-19             | Tournoi annulé en raison de la pandémie de Covid-19             | Tournoi annulé en raison de la pandémie de Covid-19             | Tournoi annulé en raison de la pandémie de Covid-19             | Tournoi annulé en raison de la pandémie de Covid-19             | Tournoi annulé en raison de la pandémie de Covid-19             | Tournoi annulé en raison de la pandémie de Covid-19             | Tournoi annulé en raison de la pandémie de Covid-19             | Tournoi annulé en raison de la pandémie de Covid-19             |
| -       | 2023  | Chypre du Nord | Chypre du Nord | Tournoi annulé en raison du Séismes de 2023 en Turquie et Syrie | Tournoi annulé en raison du Séismes de 2023 en Turquie et Syrie | Tournoi annulé en raison du Séismes de 2023 en Turquie et Syrie | Tournoi annulé en raison du Séismes de 2023 en Turquie et Syrie | Tournoi annulé en raison du Séismes de 2023 en Turquie et Syrie | Tournoi annulé en raison du Séismes de 2023 en Turquie et Syrie | Tournoi annulé en raison du Séismes de 2023 en Turquie et Syrie | Tournoi annulé en raison du Séismes de 2023 en Turquie et Syrie | Tournoi annulé en raison du Séismes de 2023 en Turquie et Syrie |

|  |  |  |

### Bilan par sélection
Le tableau suivant présente le bilan par sélection ayant atteint au moins une fois le dernier carré.
| Pays                | Vainqueur      | Finaliste | Troisième | Quatrième | Participations |
| ------------------- | -------------- | --------- | --------- | --------- | -------------- |
| Padanie             | 2 (2015, 2017) | 0         | 0         | 0         | 3/3            |
| Ossétie du sud      | 1 (2019)       | 0         | 0         | 0         | 2/3            |
| Comté de Nice       | 0              | 1         | 0         | 0         | 1/3            |
| Chypre du Nord      | 0              | 1         | 0         | 0         | 1/3            |
| Arménie occidentale | 0              | 1         | 0         | 0         | 1/3            |
| Abkhazie            | 0              | 0         | 1         | 1         | 2/3            |
| Île de Man          | 0              | 0         | 1         | 0         | 2/3            |
| Pays sicule         | 0              | 0         | 1         | 0         | 3/3            |
| Chamerie            | 0              | 0         | 0         | 1         | 1/3            |
| Haute-Hongrie       | 0              | 0         | 0         | 1         | 2/3            |

## Statistiques

### Meilleur buteur par édition
| Edition | Joueurs          | Buts |
| ------- | ---------------- | ---- |
| 2015    | Franck Delerue   | 5    |
| 2017    | Barna Bajko      | 5    |
| 2019    | Batraz Gurtsiyev | 5    |
| 2023    |                  |      |

### Meilleurs buteurs, toutes phases finales confondues
| Buts | Joueurs          | Équipe         | Détail par édition              |
| 5    | Franck Delerue   | Comté de Nice  | 5 en 2015                       |
| 5    | Barna Bajko      | Pays sicule    | 5 en 2017                       |
| 5    | Batraz Gurtsiyev | Ossétie du sud | 5 en 2019                       |
| 5    | Andrea Rota      | Padanie        | 1 en 2015, 3 en 2017, 1 en 2019 |

### Présidents, sélectionneurs et capitaines vainqueurs
| Année | Président                | Sélectionneur  | Capitaine          | Sélection      |
| ----- | ------------------------ | -------------- | ------------------ | -------------- |
| 2015  | Ivan Orsi                | Arturo Merlo   | Stefano Tignonsini | Padanie        |
| 2017  | Fabio Cerini             | Arturo Merlo   | Stefano Tignonsini | Padanie        |
| 2019  | Dzhioev Alan Amiranovich | Soslan Kochiev | Soslan Kabulov     | Ossétie du Sud |
| 2023  |                          |                |                    |                |

## Organisation

### Stades des finales
| Année | Stade                              |
| ----- | ---------------------------------- |
| 2015  | Stade d'Oláh Gábor utca (Debrecen) |
| 2017  | Stade Atatürk (Nicosie)            |
| 2019  | Stade Stepanakert, (Stepanakert)   |
| 2023  | Stade Atatürk (Nicosie)            |

### Arbitres des finales
| Édition | Arbitres                                                                          |
| ------- | --------------------------------------------------------------------------------- |
| 2015    |                                                                                   |
| 2017    | Dmitrii Zhukov, Vitaly Mazin, Valery Kravchenko, Lundback Roger, Utku Hamamcioglu |
| 2019    | Dmitrii Zhukov, Vitaly Mazin, Valery Kravchenko, Aleksandr Demenko, Ivan Mrkalj   |
| 2023    |                                                                                   |